# Gilvánfa
Gilvánfa é um município da Hungria, situado no condado de Baranya. Tem 15,43 km² de área e sua população em 2019 foi estimada em 338 habitantes.